# Teste rápido de antigénios

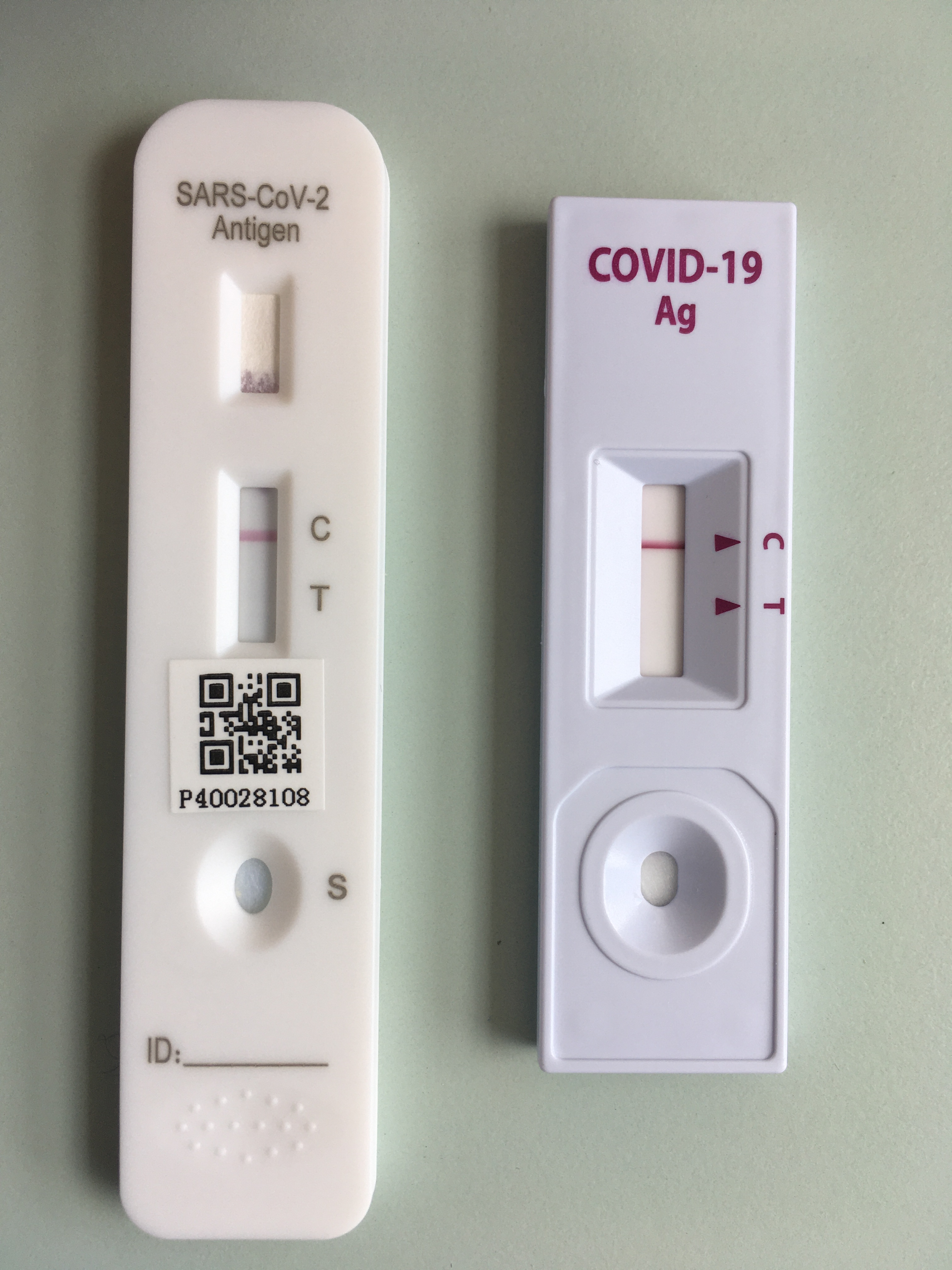
Testes rápidos SARS-CoV-2. Testes de fluxo lateral de detecção de antigénios virais

Um teste rápido de antígeno (RAT), ou teste rápido, é um teste de diagnóstico rápido adequado para testes no local de tratamento que detecta directamente a presença ou ausência de um antígeno. É normalmente utilizado para a detecção da SRA-CoV-2, o vírus que causa a COVID-19. Os testes rápidos são um tipo de testes de fluxo lateral que detectam proteínas, distinguindo-as de outros testes médicos que detectam anticorpos (testes de anticorpos) ou ácido nucleico (testes de ácido nucleico), tanto de tipo laboratorial como de ponto de tratamento. Os testes rápidos geralmente dão um resultado em 5 a 30 minutos, requerem um treino mínimo ou infra-estruturas, e têm vantagens significativas em termos de custos.

## Utilizações
Exemplos comuns de RATs ou RADTs incluem:
- Testes rápidos relacionados com a COVID-19-teste
- Testes rápidos de estreptococos (para antigénios estreptocócicos)[1]
- Testes de diagnóstico rápido da gripe (RIDTs) (para antigénios do vírus da gripe)
- Testes de detecção de antigénios da malária (para antigénios Plasmodium)

#### Testes rápidos de antigénio COVID-19
Os testes rápidos de antigénio para a COVID-19 são uma das aplicações mais úteis destes testes. Frequentemente chamados testes de fluxo lateral, têm proporcionado vários benefícios aos governos globais. São rápidos de implementar com uma formação mínima, oferecem vantagens significativas de custo, custando uma fracção das formas existentes de testes PCR e dão aos utilizadores um resultado em 5-30 minutos. Os testes rápidos de antigénios encontraram a sua melhor utilização como parte de testes de massa ou de abordagens de rastreio populacional. São bem sucedidos nestas abordagens porque, para além dos benefícios acima mencionados, identificam indivíduos que são os mais infecciosos e podem potencialmente propagar o vírus a um grande número de outras pessoas. Isto difere ligeiramente de outras formas de COVID-19 como a PCR, que são geralmente vistas como um teste útil para indivíduos.

## Base científica e biologia subjacente
Os testes de antigénios e de anticorpos são frequentemente imunoensaios (IAs) de um ou outro tipo, tais como IAs de vareta ou imunoensaios de fluorescência, contudo o RAT é um ensaio imunocromatográfico que dá resultados visuais que podem ser vistos a olho nu. É considerado qualitativo, mas uma pessoa com experiência em testes RDT pode facilmente quantificar os resultados. Sendo um teste de rastreio, se a sensibilidade e especificidade do teste forem relativamente baixas, então os resultados devem ser avaliados com base em testes de confirmação como o teste PCR ou o western blot.
Uma vantagem inerente de um teste de antigénios sobre um teste de anticorpos (como os testes rápidos de detecção de anticorpos contra o VIH) é que pode levar tempo para o sistema imunitário desenvolver anticorpos após o início da infecção, mas o antígeno estranho está presente imediatamente. Embora qualquer teste de diagnóstico possa ter falsos negativos, este período de latência pode abrir uma via especialmente ampla para falsos negativos nos testes de anticorpos, embora os pormenores dependam de que doença e que teste estão envolvidos. Um teste rápido de antigénios custa normalmente cerca de 5,00 dólares para ser fabricado.